# Coteaux-sur-Loire
Cet article possède un paronyme, voir Coteaux-du-loir.
Coteaux-sur-Loire est, depuis le 1er janvier 2017, une commune nouvelle française située dans le département d'Indre-et-Loire en région Centre-Val de Loire.

## Géographie
| Continvoir          |                   | Langeais           |
| Restigné            | Coteaux-sur-Loire |                    |
| La Loire Rigny-Ussé |                   | La Loire Bréhémont |

### Hydrographie

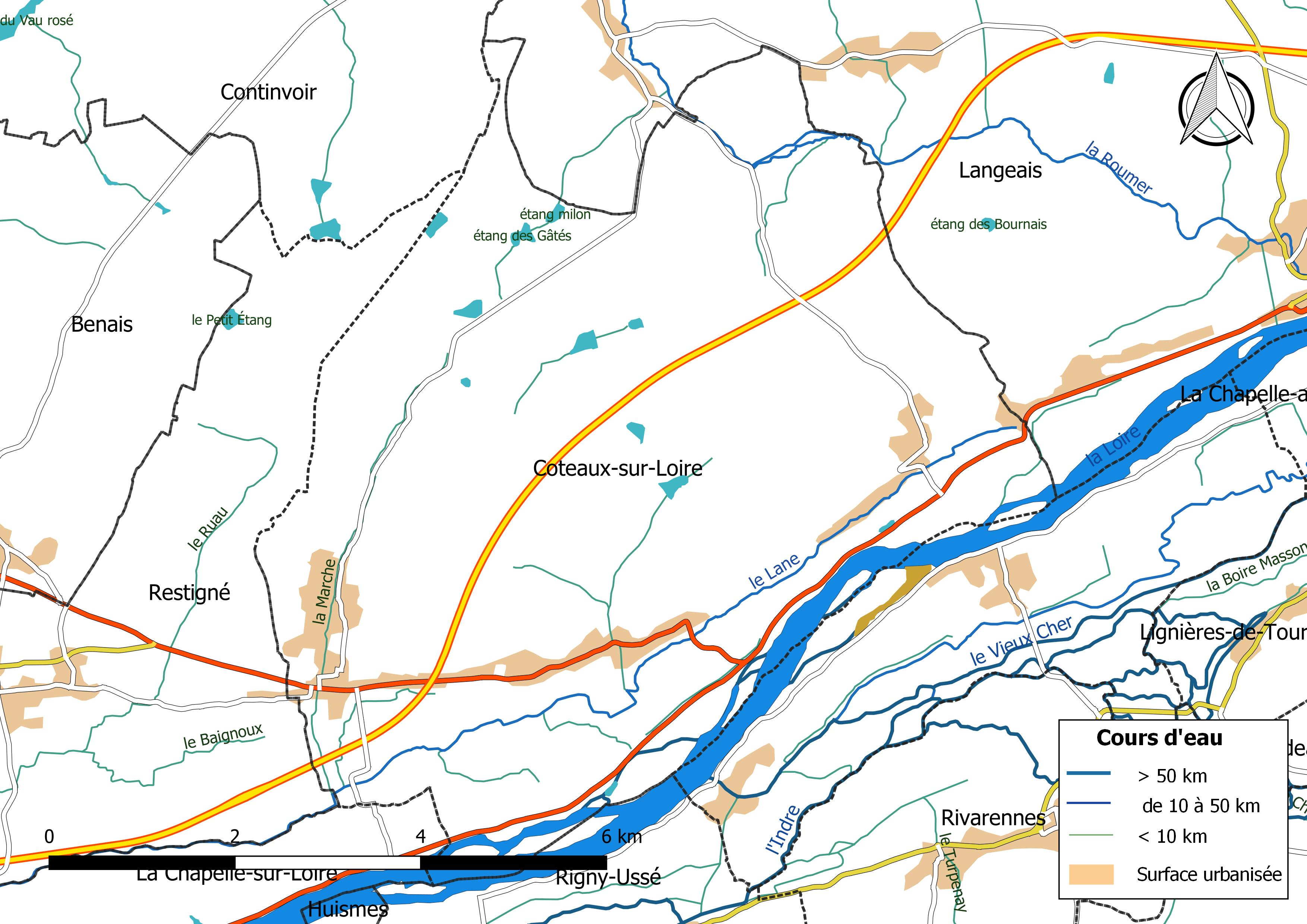
Réseau hydrographique de Coteaux-sur-Loire.

La commune est bordée sur son flanc sud-est par la Loire (2,059 km). Le réseau hydrographique communal, d'une longueur totale de 24,14 km, comprend un autre cours d'eau notable, le Lane (5,127 km), et dix petits cours d'eau pour certains temporaires,.
Le cours de la Loire s’insère dans une large vallée qu’elle a façonnée peu à peu depuis des milliers d’années. Elle traverse d'est en ouest le département d'Indre-et-Loire depuis Mosnes jusqu'à Candes-Saint-Martin, avec un cours large et lent. La Loire présente des fluctuations saisonnières de débit assez marquées.
Sur le plan piscicole, la Loire est classée en deuxième catégorie piscicole. Le groupe biologique dominant est constitué essentiellement de poissons blancs (cyprinidés) et de carnassiers (brochet, sandre et perche).
Le Lane, d'une longueur totale de 27,8 km, prend sa source dans la commune de Coteaux sur Loire et se jette dans l'Authion à Varennes-sur-Loire (Maine-et-Loire), après avoir traversé 10 communes.
Sur le plan piscicole, le Lane est également classé en deuxième catégorie piscicole.
La Roumer traverse le territoire de la commune.
Trois zones humides ont été répertoriées sur la commune par la direction départementale des territoires (DDT) et le conseil départemental d'Indre-et-Loire : « l'étang de Fouillé », « l'étang des Gâtés » et « la vallée de la Loire de Mosnes à Candes-Saint-Martin »,.

### Climat
Pour des articles plus généraux, voir Climat du Centre-Val de Loire et Climat d'Indre-et-Loire.
En 2010, le climat de la commune est de type climat océanique altéré, selon une étude du CNRS s'appuyant sur une série de données couvrant la période 1971-2000. En 2020, Météo-France publie une typologie des climats de la France métropolitaine dans laquelle la commune est dans une zone de transition entre le climat océanique et le climat océanique altéré et est dans la région climatique Moyenne vallée de la Loire, caractérisée par une bonne insolation (1 850 h/an) et un été peu pluvieux.
Pour la période 1971-2000, la température annuelle moyenne est de 12,2 °C, avec une amplitude thermique annuelle de 14,5 °C. Le cumul annuel moyen de précipitations est de 661 mm, avec 10 jours de précipitations en janvier et 6,5 jours en juillet. Pour la période 1991-2020, la température moyenne annuelle observée sur la station météorologique de Météo-France la plus proche, sur la commune de Lignières-de-Touraine à 8 km à vol d'oiseau, est de 11,8 °C et le cumul annuel moyen de précipitations est de 700,0 mm,. Pour l'avenir, les paramètres climatiques de la commune estimés pour 2050 selon différents scénarios d'émission de gaz à effet de serre sont consultables sur un site dédié publié par Météo-France en novembre 2022.

## Urbanisme

### Typologie
Au 1er janvier 2024, Coteaux-sur-Loire est catégorisée commune rurale à habitat dispersé, selon la nouvelle grille communale de densité à sept niveaux définie par l'Insee en 2022.
Elle est située hors unité urbaine. Par ailleurs la commune fait partie de l'aire d'attraction de Tours, dont elle est une commune de la couronne,. Cette aire, qui regroupe 162 communes, est catégorisée dans les aires de 200 000 à moins de 700 000 habitants,.

### Risques majeurs
Le territoire de la commune de Coteaux-sur-Loire est vulnérable à différents aléas naturels : météorologiques (tempête, orage, neige, grand froid, canicule ou sécheresse), inondations et séisme (sismicité faible). Il est également exposé à deux risques technologiques, la rupture d'un barrage et le risque nucléaire. Un site publié par le BRGM permet d'évaluer simplement et rapidement les risques d'un bien localisé soit par son adresse soit par le numéro de sa parcelle.

#### Risques naturels
Certaines parties du territoire communal sont susceptibles d’être affectées par le risque d’inondation par débordement de cours d'eau, notamment le Lane, la Roumer et la Loire. La commune fait partie du territoire à risques importants d'inondation (TRI) d'Angers-Authion-Saumur, un des 21 TRI qui ont été arrêtés fin 2012 sur le bassin Loire-Bretagne et portés à 22 lors de l'actualisation de 2018. Des cartes des surfaces inondables ont été établies pour trois scénarios : fréquent (crue de temps de retour de 10 ans à 30 ans), moyen (temps de retour de 100 ans à 300 ans) et extrême (temps de retour de l'ordre de 1 000 ans, qui met en défaut tout système de protection),. La commune a été reconnue en état de catastrophe naturelle au titre des dommages causés par les inondations et coulées de boue survenues en 1991, 1999 et 2008,.

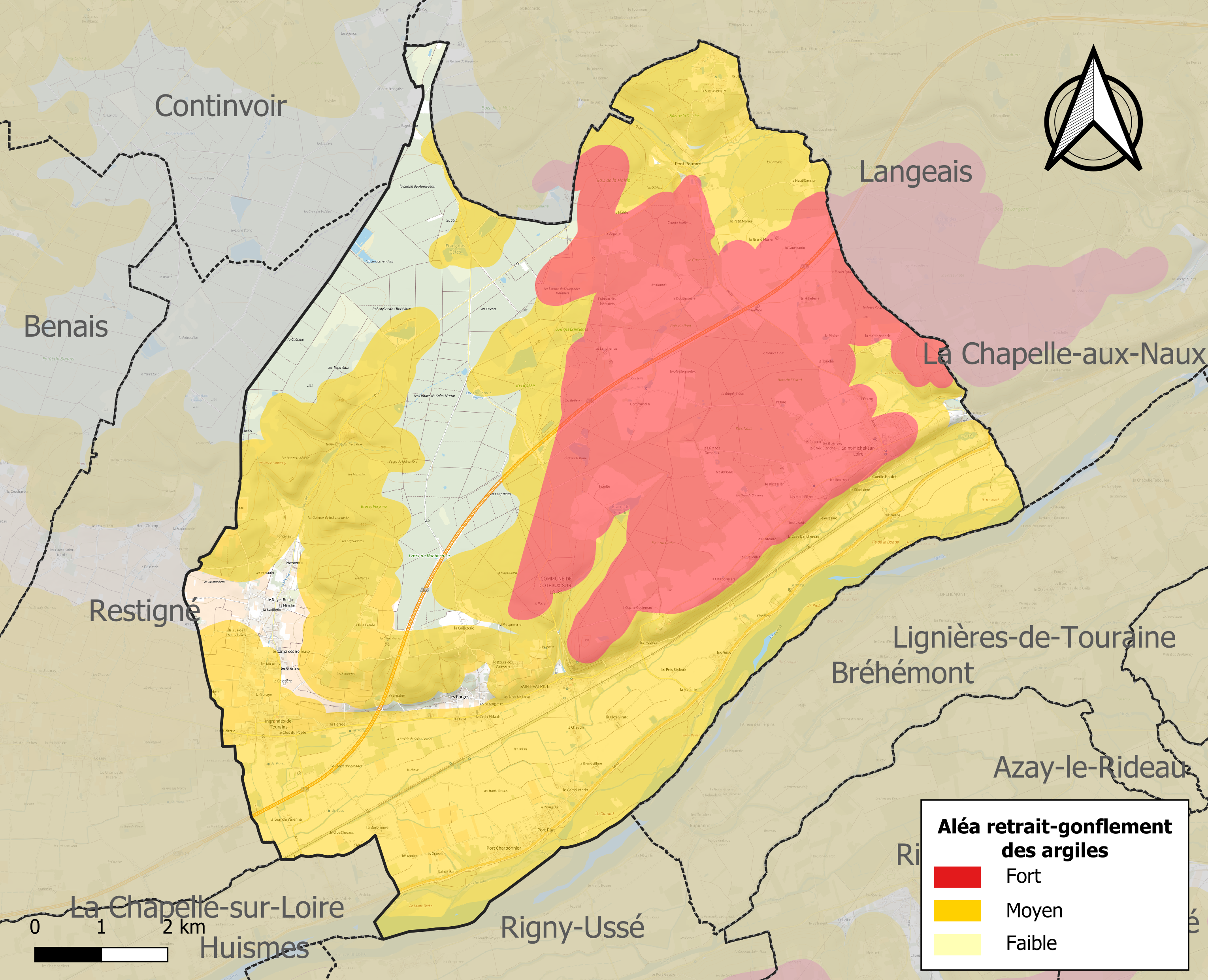
Carte des zones d'aléa retrait-gonflement des sols argileux de Coteaux-sur-Loire.

Le retrait-gonflement des sols argileux est susceptible d'engendrer des dommages importants aux bâtiments en cas d’alternance de périodes de sécheresse et de pluie. 84 % de la superficie communale est en aléa moyen ou fort (90,2 % au niveau départemental et 48,5 % au niveau national). Sur les 1 069 bâtiments dénombrés sur la commune en 2019, 930 sont en aléa moyen ou fort, soit 87 %, à comparer aux 91 % au niveau départemental et 54 % au niveau national. Une cartographie de l'exposition du territoire national au retrait gonflement des sols argileux est disponible sur le site du BRGM,.
Concernant les mouvements de terrains, la commune a été reconnue en état de catastrophe naturelle au titre des dommages causés par la sécheresse en 1996 et par des mouvements de terrain en 1999 et 2008.

#### Risques technologiques
Une partie du territoire de la commune est en outre située en aval d'une digue. À ce titre elle est susceptible d’être touchée par l’onde de submersion consécutive à la rupture de cet ouvrage.
En cas d’accident grave, certaines installations nucléaires sont susceptibles de rejeter dans l’atmosphère de l’iode radioactif. La commune étant située dans le périmètre immédiat de 5 km autour de la centrale nucléaire de Chinon, elle est exposée au risque nucléaire. À ce titre les habitants de la commune ont bénéficié, à titre préventif, d'une distribution de comprimés d’iode stable dont l’ingestion avant rejet radioactif permet de pallier les effets sur la thyroïde d’une exposition à de l’iode radioactif. En cas d'incident ou d'accident nucléaire, des consignes de confinement ou d'évacuation peuvent être données et les habitants peuvent être amenés à ingérer, sur ordre du préfet, les comprimés en leur possession.

## Toponymie
Alors que, dans l'arrêté signé par le préfet, la graphie de la commune nouvelle est bien conforme aux règles d’orthographe (« Coteaux-sur-Loire » sans accent circonflexe sur le o), la commune se retrouve nommée « Côteaux-sur-Loire » dans l'édition du 1er janvier 2017 du Code officiel géographique avant de voir sa graphie corrigée en « Coteaux-sur-Loire » dans le courant de l’année 2017.

## Histoire

### XVeetXVIesiècles
Catherine d'Avaugour épouse en 1530 Louis II Marafin, seigneur des Notz et de Rochecot ou Rochecotte, fils de Louis Ier de Marafin (mort après 1487 et avant 1513), seigneur de Rochecot, seigneur de Notz, conseiller et chambellan du roi, reconstructeur du château de Notz en 1467, seigneur du Roulet vers 1450, relevant de la baronnie de Preuilly, et Peronnelle de Liniers (morte en 1487), fille de Michel, seigneur de Liniers, La Meilleraye et Airvault, issu d’une famille chevaleresque du Poitou, et de Marie Rousseau, elle même fille de Jean, seigneur de la Motte-Rousseau et Yseult de La Jaille.

### XXeetXXIesiècles
La commune nouvelle est créée par l'arrêté préfectoral du 30 septembre 2016 avec effet au 1er janvier 2017. Elle est issue du regroupement des trois communes  Ingrandes-de-Touraine, Saint-Michel-sur-Loire et Saint-Patrice.

## Politique et administration
| Nom                    | Code Insee | Intercommunalité        | Superficie (km2) | Population (dernière pop. légale) | Densité (hab./km2) |
| ---------------------- | ---------- | ----------------------- | ---------------- | --------------------------------- | ------------------ |
| Saint-Patrice (siège)  | 37232      | CC Touraine Nord Ouest  | 17,18            | 671 (2014)                        | 39                 |
| Ingrandes-de-Touraine  | 37120      | CC du Pays de Bourgueil | 9,46             | 551 (2014)                        | 58                 |
| Saint-Michel-sur-Loire | 37227      | CC Touraine Nord Ouest  | 17,51            | 679 (2014)                        | 39                 |

### Liste des maires
| Période        | Période  | Identité             | Étiquette | Qualité                    |
| -------------- | -------- | -------------------- | --------- | -------------------------- |
| 9 janvier 2017 | mai 2020 | François Augé        | DVG       | Retraité fonction publique |
| mai 2020       | En cours | Daniel Sans-Chagrin. | DVG       |                            |

### Tendances politiques et résultats
| Scrutin             | Scrutin             | 1er tour | 1er tour | 1er tour | 1er tour | 1er tour  | 1er tour | 1er tour | 1er tour  | 1er tour | 1er tour | 1er tour | 1er tour | 2d tour | 2d tour | 2d tour | 2d tour | 2d tour | 2d tour |
| Scrutin             | Scrutin             | 1er      | 1er      | %        | 2e       | 2e        | %        | 3e       | 3e        | %        | 4e       | 4e       | %        | 1er     | 1er     | %       | 2e      | 2e      | %       |
| ------------------- | ------------------- | -------- | -------- | -------- | -------- | --------- | -------- | -------- | --------- | -------- | -------- | -------- | -------- | ------- | ------- | ------- | ------- | ------- | ------- |
| Présidentielle 2017 | Présidentielle 2017 |          | FN       | 28,79    |          | EM        | 21,13    |          | LR        | 19,44    |          | LFI      | 14,81    |         | EM      | 56,89   |         | FN      | 43,11   |
| Présidentielle 2022 | Présidentielle 2022 |          | RN       | 31,76    |          | LREM      | 26,70    |          | LFI       | 14,93    |          | REC      | 6,43     |         | LREM    | 50,24   |         | RN      | 49,76   |
| Législatives 2022   | 5e                  |          | RN       | 29,95    |          | MoDem-Ens | 26,29    |          | PCF-Nupes | 18,43    |          | DVE      | 7,32     |         | MoDem   | 52,05   |         | RN      | 47,95   |
| Législatives 2024   | 5e                  |          | RN       | 42,97    |          | MoDem-Ens | 24,48    |          | PCF-NFP   | 23,80    |          | LR       | 7,08     |         | MoDem   | 52,58   |         | RN      | 47,42   |

## Population et société

### Démographie
En 2013, la population totale des trois communes regroupées représentait 1 870 habitants.

## Culture locale et patrimoine

### Lieux et monuments

Monuments de Coteaux sur Loire
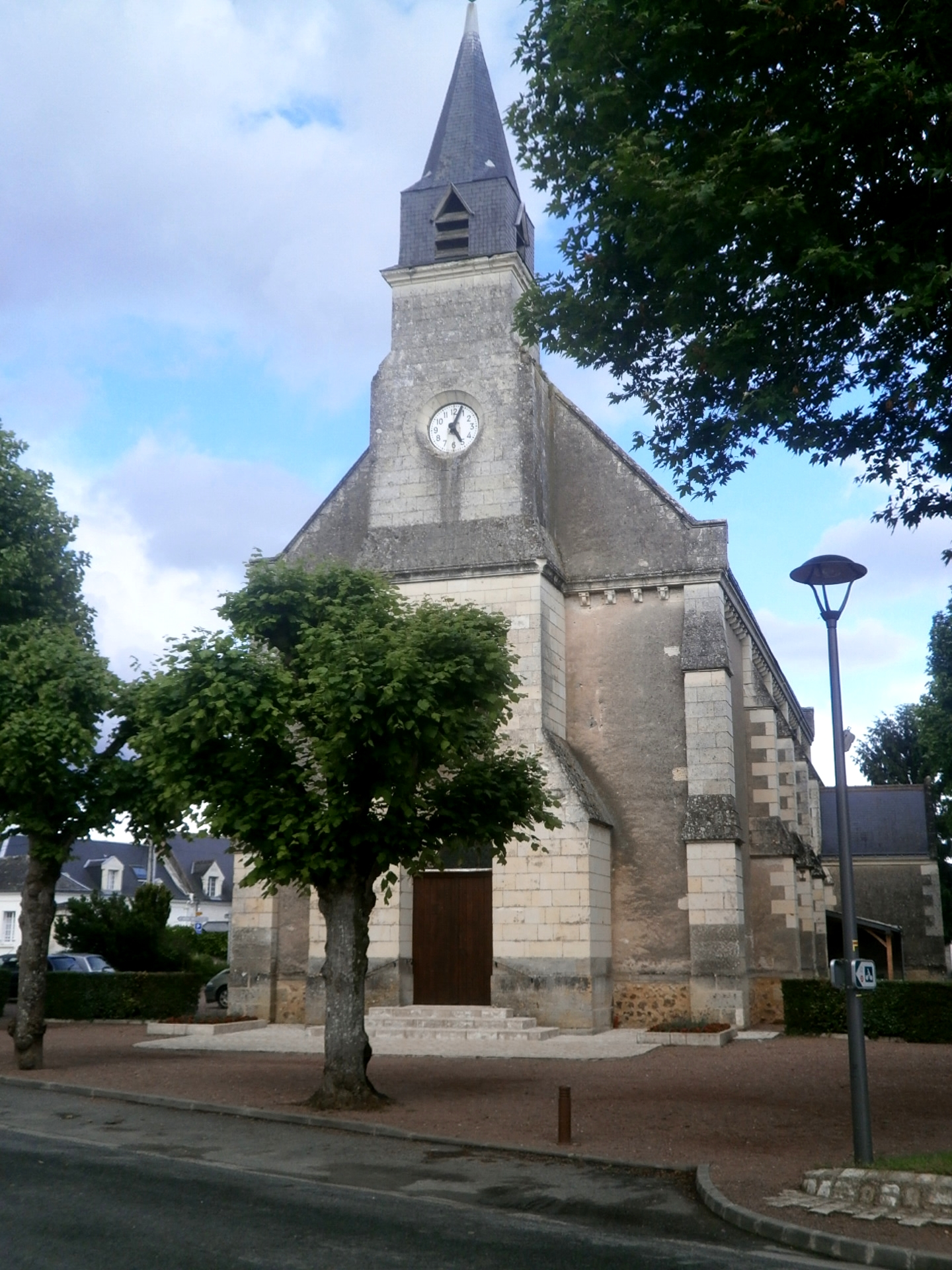
L'église (Ingrandes-de-Touraine.
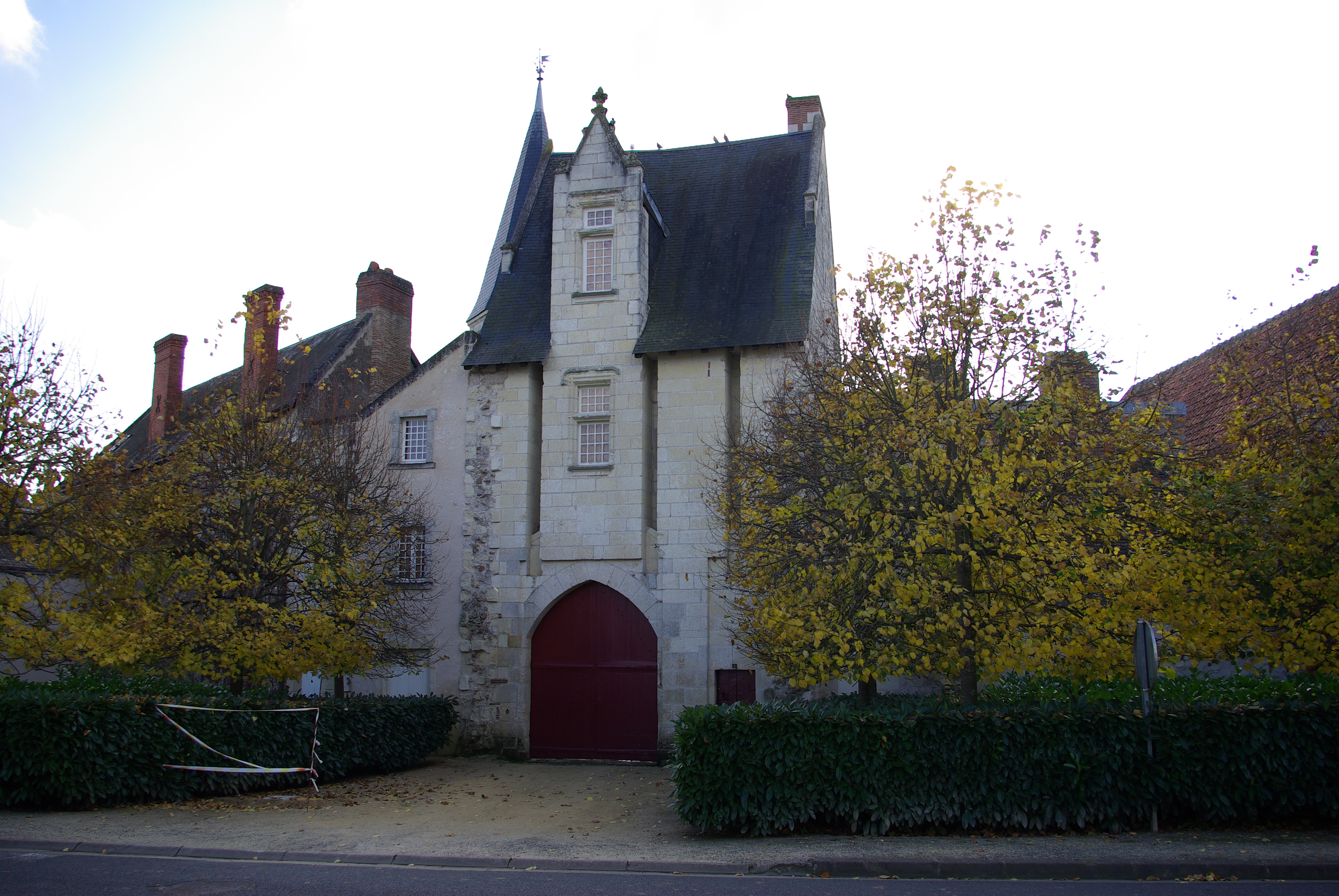
Le Châtelet (Saint-Michel-sur-Loire).